# Эфир (радиола)
«Эфир», «Эфир-М» — советская радиола, выпускавшаяся на Челябинском радиозаводе с 1963 года («Эфир-М» — с 1964). Первая в СССР транзисторная радиола с возможностью работы от батареи гальванических элементов.
В конструкции транзисторной радиолы «Эфир» широко использованы уже имеющиеся наработки от ламповых моделей: «классический» деревянный корпус с крышкой, верньерно-шкальное устройство, клавишный переключатель диапазонов ПК-7, совмещённый с выключателем питания. От ламповых радиол «Эфир-М» отличается лишь полностью полупроводниковой электронной частью, а также применением электропроигрывающего устройства ЭПУ-6, снабжённого двигателем постоянного тока ДРВ-0,1 с вибрационным регулятором частоты вращения (очевидно, под термином «вибрационный регулятор» имеется в виду центробежный). Такой двигатель позволяет осуществлять воспроизведение грамзаписи при питании радиолы как от сети переменного тока, так и от батарей (шесть элементов 373).
До радиолы «Эфир» Челябинский радиозавод выпускал аналогичные по конструкции (транзисторные, но в корпусах с дизайном, типичным для ламповой аппаратуры) радиоприёмники «Родина-60», «Родина-60М1», «Родина-65», а после — радиолу «Эфир-67» и радиоприёмник «Родина-68». Кыштымским радиозаводом по схеме радиолы «Эфир-М» выпускалась переносная радиола «Отдых», отличающаяся более привычным для полупроводниковой аппаратуры дизайном, а также отсутствием сетевого блока питания.

## Технические данные
Напряжение питания — 127 или 220 В переменного тока, либо 9 В постоянного тока;
Мощность, потребляемая от сети — 8 Вт;
Выходная мощность — 0,5 Вт;
Диапазоны принимаемых частот — ДВ, СВ, КВI (25 м), КВII (31 м), КВIII (75 — 41 м);
Чувствительность — 150 мкВ на всех диапазонах;
Промежуточная частота — 465 кГц;
Избирательность по соседнему каналу — 34 дБ;
Частоты вращения ЭПУ — 33 1/3, 45, 78 мин-1;
Вес — не более 15 кг.

## Архитектура
В узлах радиолы применены следующие активные элементы:
Блок питания — два диода плоскостных Д7Б;
Гетеродин — транзистор П422;
Смеситель — транзистор П422;
Усилитель ПЧ — два транзистора П422 (между первым и вторым каскадами этого усилителя расположен фильтр сосредоточенной селекции на четырёх контурах);
Система АРУ — диод плоскостный Д7Б;
Детектор огибающей — диод точечный Д2Е;
Усилитель ЗЧ предварительный — транзисторы П422, П41, П40;
Усилитель ЗЧ оконечный двухтактный — два транзистора П201А, диод плоскостный Д7Б.
В УМЗЧ использована двухтактная схема с переходным и выходным трансформаторами. Он нагружен на две соединённые последовательно динамические головки 1ГД28.
Шкала верньерно-шкального устройства подсвечивается двумя лампами накаливания, соединёнными последовательно. Они включены до выпрямителя, в связи с чем работают только при питании радиолы от сети.
Выбор напряжения питания а также переключение с сетевого питания на батарейное и обратно осуществляется переключателем напряжения, состоящим из 12-контактной розетки и «фишки» с перемычкой, устанавливаемой в одно из трёх положений: «127 В», «220 В», «батарея».